# 紀伊御坊駅
紀伊御坊駅（きいごぼうえき）は、和歌山県御坊市薗にある紀州鉄道紀州鉄道線の駅。御坊市中心部に最も近い鉄道駅である。

## 歴史
- 1931年（昭和6年）
  - 6月15日：御坊町駅として開業。
  - 6月：紀伊御坊駅に改称。

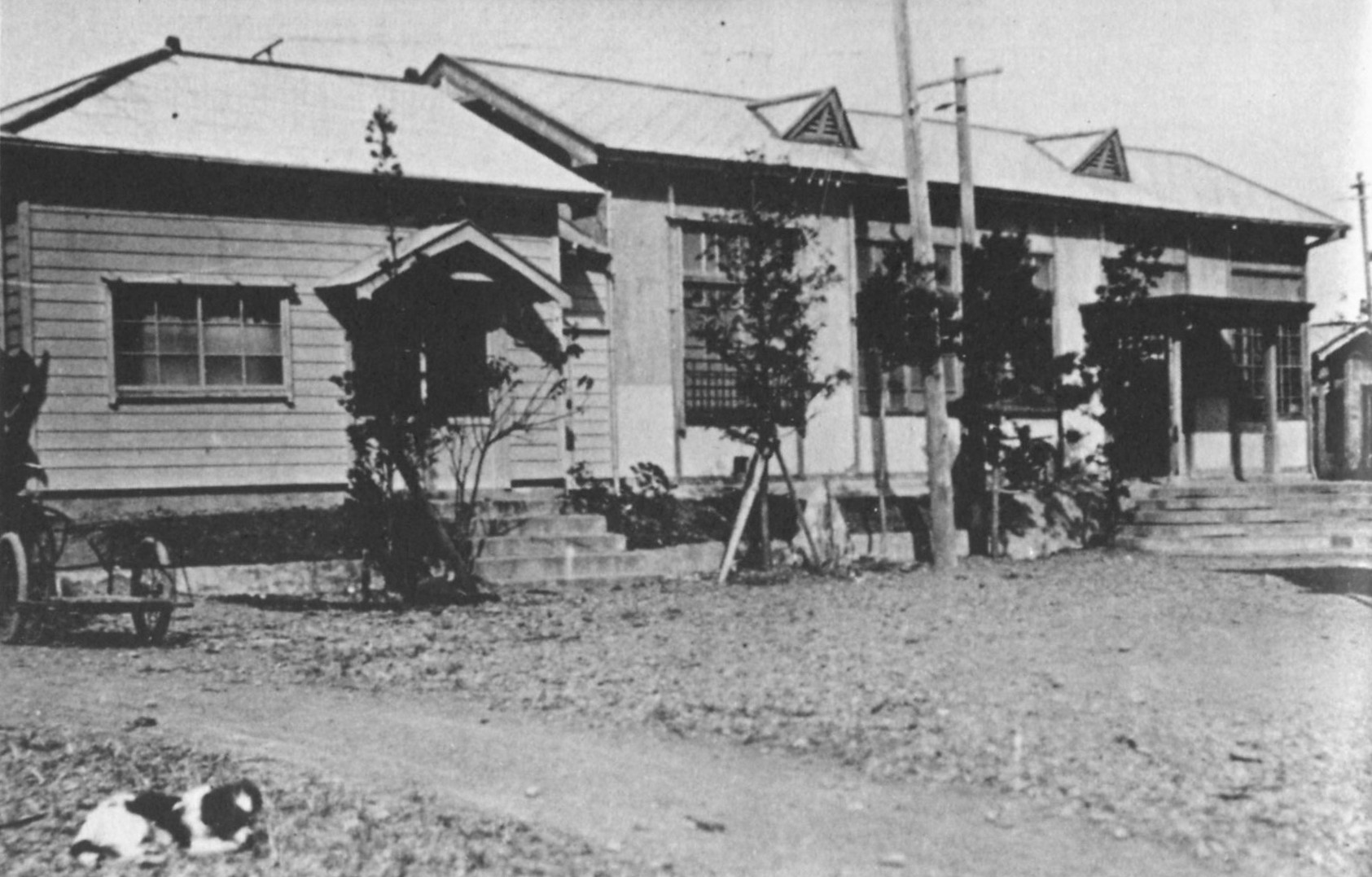
旧駅舎（1934年11月25日）

- 1979年（昭和54年）9月21日：現在の駅舎が竣工。

## 駅構造
単式ホーム1面1線を持つ地上駅。直営駅のため、終日駅員が配置されている。側線が2本あり、それぞれ検車と車両の留置に使われている。また、運用を終了したキハ603が当駅構内に保存されている。なお、当駅は夜間滞泊設定駅でもある。
かつては交換設備を有した相対式ホーム2面2線の構造であった。現在のホームは駅舎側のホームを交換設備を廃止して広げたものである。現在も現行ホームの向かい側のホームが残されており、駅名標もこの廃ホームに設置されている。
1979年（昭和54年）竣工の駅舎は、1978年（昭和53年）3月に開業50周年記念切符の売り上げでおよそ2,000万円を得て新築したものである。駅舎には紀州鉄道鉄道部事務所が入っている。

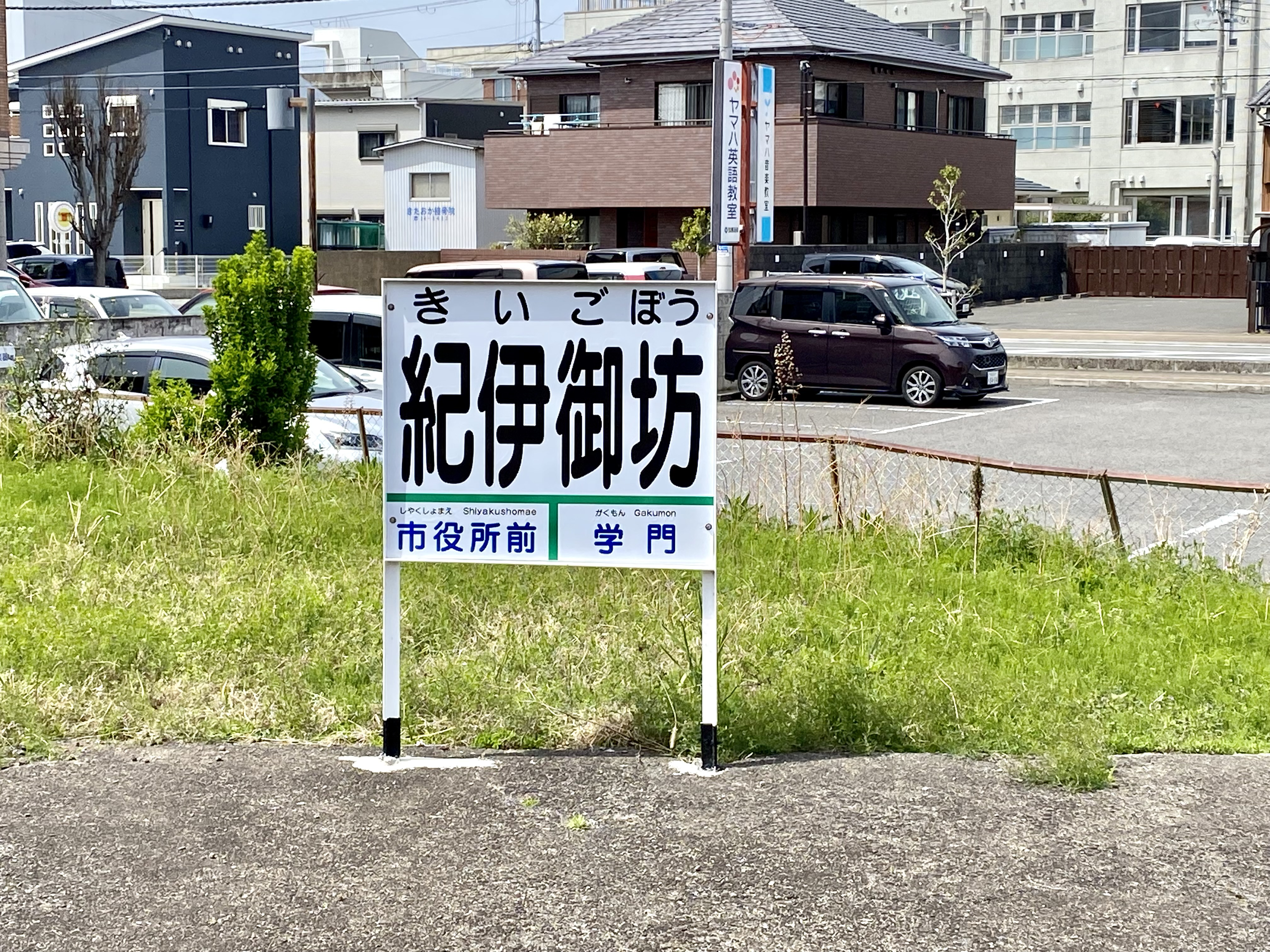
駅名標（2022年4月）
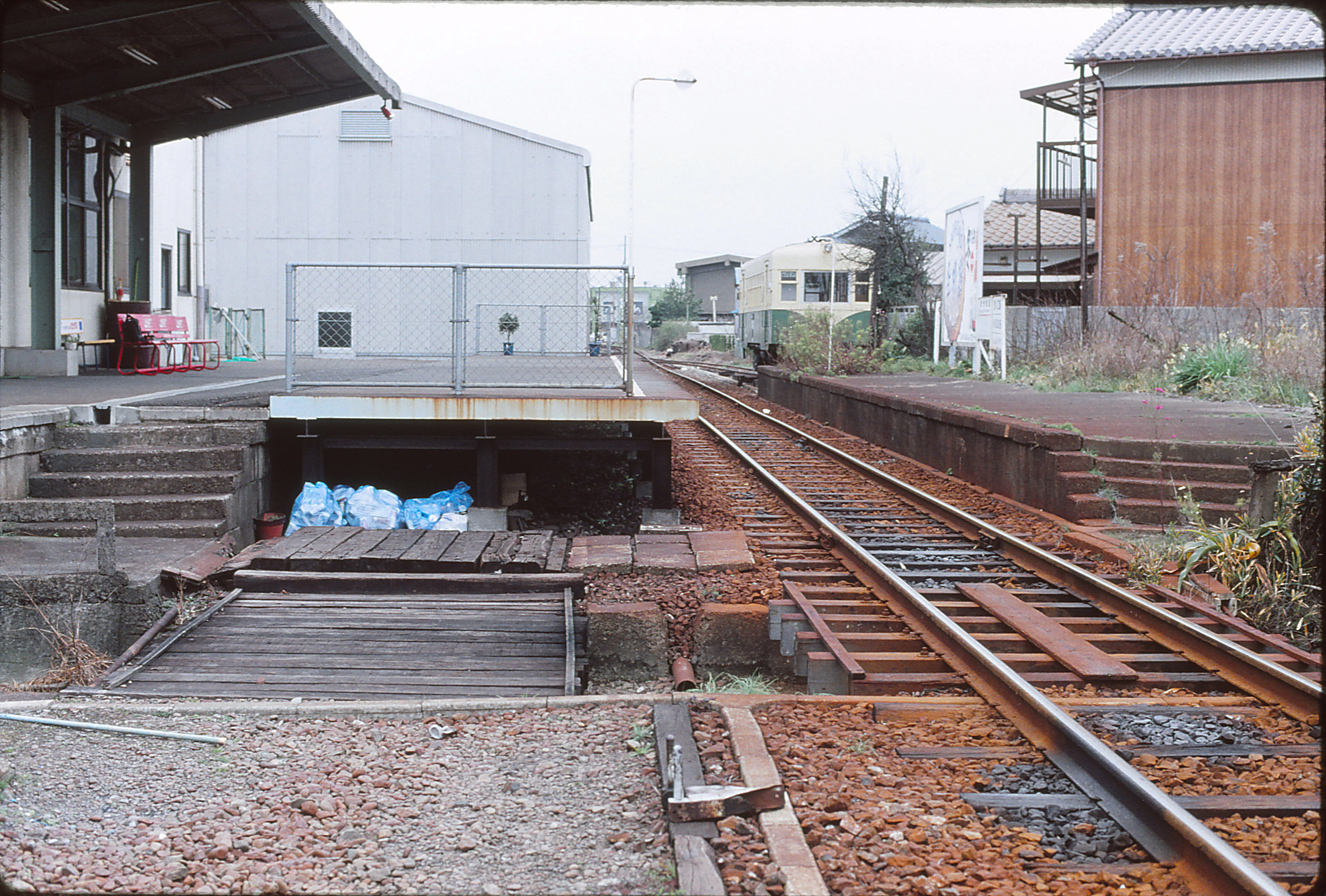
ホーム（1991年2月）
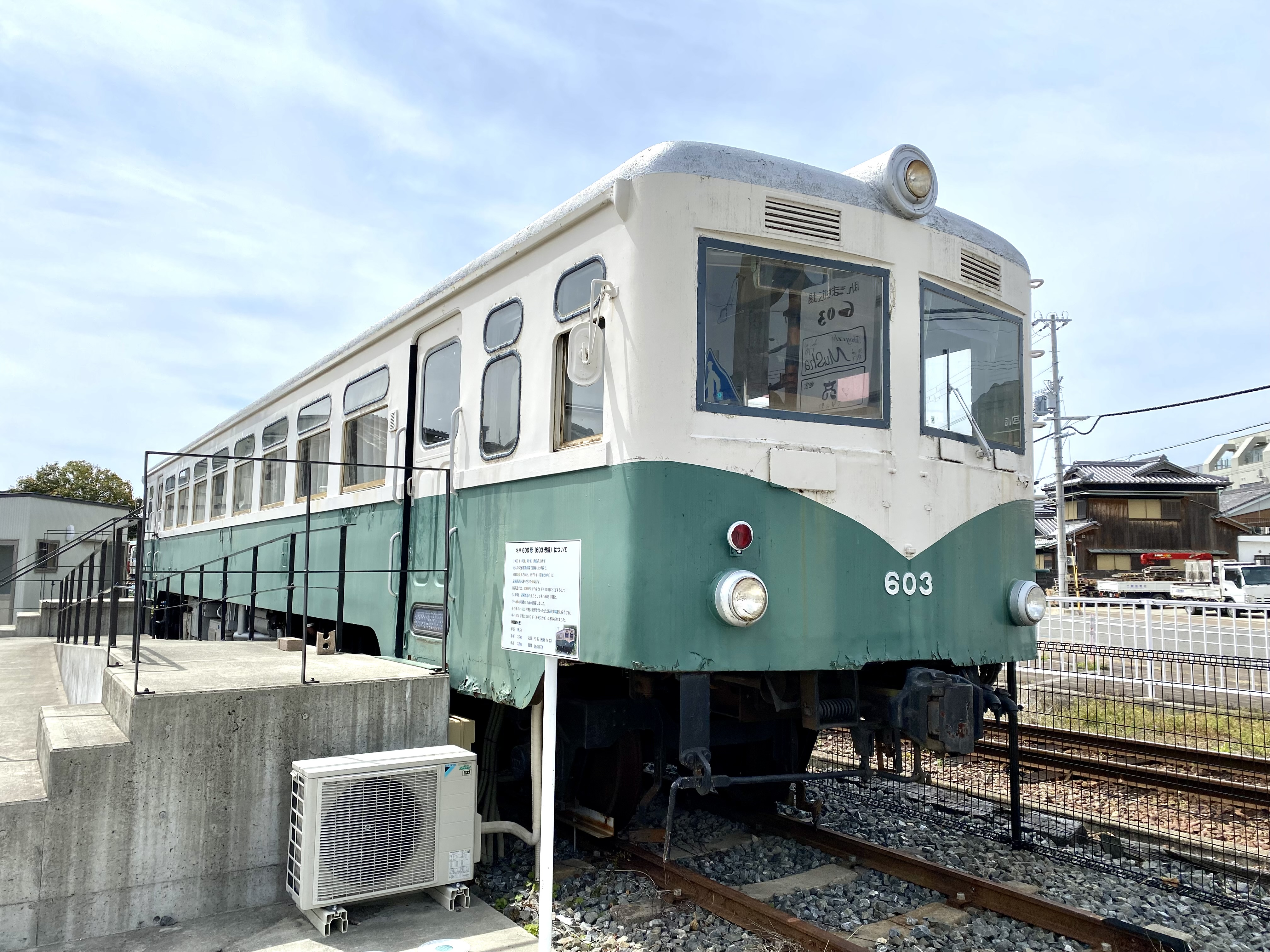
キハ603（静態保存）

## 利用状況
近年の1日平均乗車人員は以下の通り。
| 年度   | 1日平均 乗車人員 |
| ------ | ---------------- |
| 2015年 | 91               |
| 2016年 | 85               |
| 2017年 | 81               |
| 2018年 | 87               |
| 2019年 | 71               |
| 2020年 | 72               |

## 駅周辺
周囲は御坊市の中枢部である。市役所は市役所前駅の方が近い。
- 国保日高総合病院
- 御坊市民文化会館
- 御坊市立体育館
- 御坊市立御坊小学校
- 熊野御坊南海バス御坊支社
- 近畿労働金庫 御坊支店
- 松源 御坊店

## その他
- 回数券・定期券・入場券・普通乗車券を駅窓口で取り扱うのは当駅だけである。御坊駅はJR西日本の管轄で、紀州鉄道の乗車券は購入できない。
- 当駅で発売している普通乗車券は硬券である。発売区間は自社線内だけでなく、御坊駅から接続する紀勢本線、和歌山駅で紀勢本線と接続する阪和線・和歌山線、さらには阪和線と直通する大阪環状線方面への連絡乗車券もある。
- 紀州鉄道創業70周年記念乗車券は現在、当駅のみで購入可能。紀州鉄道創業70周年記念グッズも当駅でしか取り扱っていないが、グッズの方は通信販売でも購入可能になっている（入金方法は現金書留のみ）。

## 隣の駅
紀州鉄道
■紀州鉄道線
学門駅 - 紀伊御坊駅 - 市役所前駅